# Neon Synthesis
Neon Synthesis – włoski awangardowy industrialowy zespół muzyczny, założony w 2004 roku we Włoskim mieście Brescia.
Muzykę zespołu charakteryzuje mocna sekcja rytmiczna, rozbudowane solówki gitarowe, duże wykorzystanie syntezatorów oraz charakterystyczny wokal.

## Członkowie
- Johnny Thyper - wokal
- Fede - syntezatory, keyboard
- Alison Rayn - bas
- Phil - perkusja
- Mike Kadmon - gitara, programowanie

## Dyskografia
- Promo 2004 (31 lipca 2004)[3][4]
- Our Empty Rooms (27 kwietnia 2006)[1][3]
- Alchemy of Rebirth (27 lutego 2009)[1][3]